# Склади Браницьких

Фасад, план та ордер складів

Склади Браницьких — пам'ятка виробничої архітектури кінця XVIII століття в місті Біла Церква. Сучасна адреса — Олександрійський бульвар, 48 (також відома під номером 62, який належить і іншій будівлі).

## Історія
Склади були збудовані на замовлення Францішека Браницького в 1788 році. У той час вони називались «Владельческим экономическим магазином» чи «хлібним складом», у якому зберігався резервний запас зерна на випадок неврожаю. У магазин засипалось селянське і поміщицьке збіжжя.
Після скасування кріпацтва син Францішека Браницького Владислав вирішив продати магазин під казарми VI саперного батальйону, який прославився в ході оборони Севастополя під час Кримської війни і був розквартирований у Білій Церкві. Військові інженери склали проєкт під назвою «Приспособление магазина под помещение двух сапёрных рот с прикомандированием к ним учеников батальона школы 60 человек от двух других рот, — всего 300 человек». Проєкт пройшов усі інстанції і 16 квітня 1869 року був затверджений російським військовим інженером генералом Тотлебеном. Згідно з проєктом склади повністю перебудовувались, не враховуючи архітектурних цінностей. З невідомих причин проєкт не був реалізований, завдяки чому будівля збереглась до наших днів майже в незмінному вигляді. Лише в 1927 році з метою пристосування її під елеваторне господарство дослідно-селекційної станції вона була дещо реконструйована. Нині пам'ятка закрита з боку магістралі житловими будинками, що ускладнює її огляд.

## Опис
Прямокутна в плані споруда, понад 100 м у довжину, заввишки в два поверхи, покрита вальмовим дахом. Внутрішній простір розділений у подовжньому напрямі спареними опорами на три відсіки. На торцях влаштовано входи в будівлю, відмічені двоколонним портиком тосканського ордера. Посередині подовжньої сторони — в'їзд, підкреслений чотирьохколонним портиком того ж ордера. Рідко розставлені вікна прорізають гладкі стіни. По поздовжній осі будівлі в інтер'єрі розміщувались два ряди дерев'яних колон із консолями, що тримали плоскі перекриття. Строгість і стриманість архітектурного стилю відповідають цільовому призначенню — створенню виробничої, утилітарної будівлі.
Поруч із будівлею складів розташована будівля-заїзд, зведена на початку XIX століття (ймовірно, для тимчасового поселення робітників). Вона побудована з саману, має один поверх та підвал і прямокутна в плані. Є пам'яткою архітектури місцевого значення. Суттєво спотворена власниками (обкладена білою цеглою, перероблено дах).

## Галерея

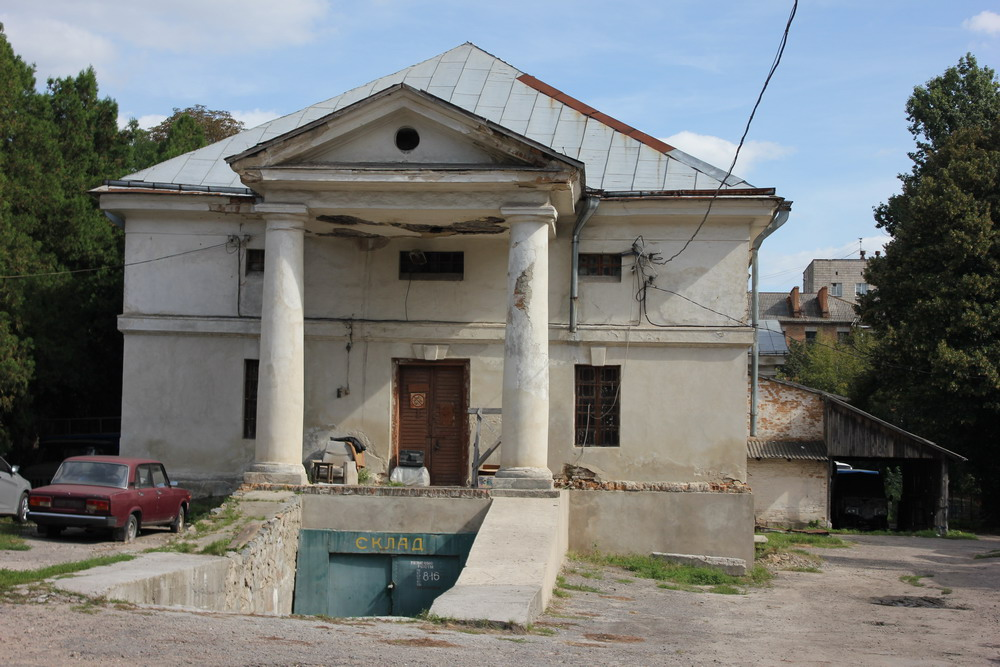
Портик на північно-західному боці
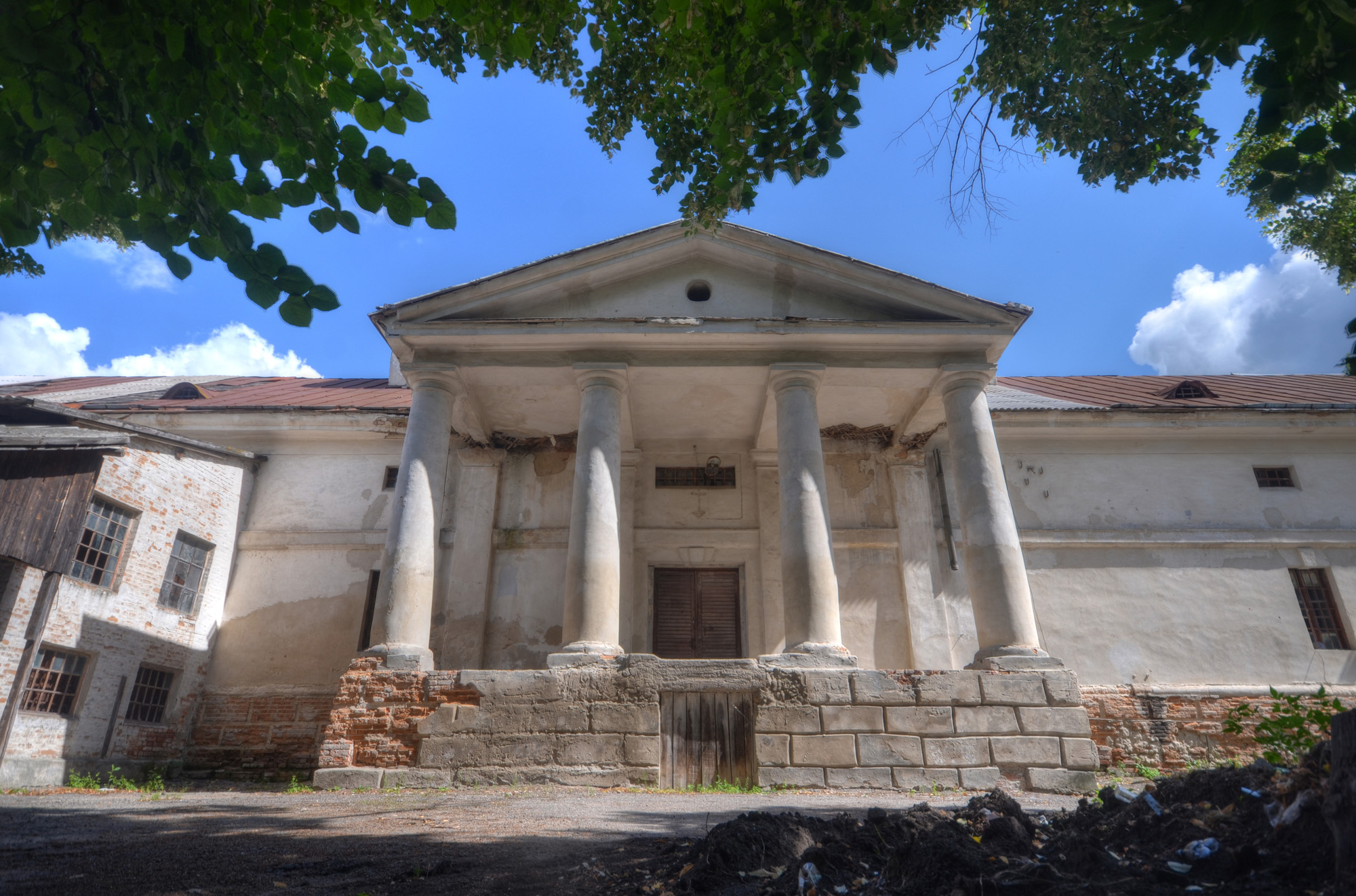
Портик на південно-західному боці
Портик на південно-східному боці